# Макгиннесс, Уилф
Уи́лфред Макги́ннесс (англ. Wilfred McGuinness; род. 25 октября 1937, Манчестер, Ланкашир), также известный как Уи́лф Макги́ннесс — английский футболист и футбольный тренер. Наиболее известен как футболист, а впоследствии главный тренер «Манчестер Юнайтед». Его сын, Пол, был главным тренером юношеской команды «Манчестер Юнайтед» до 18 лет с 2005 по 2016 год.

## Клубная карьера
В детстве Уилф был капитаном школьных сборных Манчестера, Ланкашира и Англии. В январе 1953 года он подписал контракт с клубом «Манчестер Юнайтед». Свой дебютный матч за основной состав клуба 17-летний Макгиннесс провёл 8 октября 1953 года против «Вулверхэмптон Уондерерс». Однако из-за сильной конкуренции он провёл недостаточное количество матчей, чтобы получить чемпионскую медаль в 1956 году, когда «Юнайтед» выиграл Первый дивизион.
Из-за травмы он не был включён в состав команды, отправившейся в Белград на матч Кубка европейских чемпионов, поэтому его не было на борту самолёта, потерпевшего крушение 6 февраля 1958 года в Мюнхене. Однако вскоре он получил серьёзный перелом ноги, из-за чего вынужден был завершить игровую карьеру в возрасте всего лишь 22 лет.

## Тренерская карьера
После завершения карьеры футболиста Макгиннесс остался в «Юнайтед», где работал на должности тренера резервистов. По окончании сезона 1968/69, когда Мэтт Басби решил подать в отставку, 31-летний Макгиннесс был назначен главным тренером «Юнайтед». Однако стать успешным тренером ему не удалось. Самыми большими его достижениями на посту тренера «Юнайтед» были три полуфинальных матча: один в Кубке Англии и два в Кубке Футбольной лиги.
В декабре 1970 года, после матча чемпионата против «Дерби Каунти», который завершился со счётом 4:4, Макгиннесс был уволен с поста главного тренера клуба. Он вернулся на прежнюю должность тренера резервистов, а до конца сезона 1970/71 клубом руководил Мэтт Басби. По окончании сезона главным тренером «Юнайтед» был назначен Фрэнк О’Фаррелл, а Макгиннесс покинул клуб.
Он поехал в Грецию, где на протяжении трёх сезонов возглавлял клуб «Арис Салоники», после чего вернулся в Англию и работал главным тренером клуба «Йорк Сити». В «Йорке» ему не удалось добиться успеха, поэтому в 1977 году он покинул эту команду. Позднее он работал ассистентом главного тренера «Халл Сити», а затем в тренерском штабе «Бери», причём в 1989 году в течение недолгого времени был временно исполняющим обязанности главного тренера команды.
Перед полуфинальным матчем Лиги чемпионов 2007/08 против «Барселоны» он вышел на поле стадиона «Олд Траффорд», обратившись с эмоциональной речью к болельщикам «Юнайтед», призывая их громко и страстно поддерживать свою команду. В этом матче победил «Юнайтед» благодаря голу Пола Скоулза, который вывел «красных дьяволов» в финал Лиги чемпионов в Москве.

## Достижения
Манчестер Юнайтед
- Чемпион Первого дивизиона (2): 1955/56, 1956/57
- Обладатель Суперкубка Англии (2): 1956, 1957
- Финалист Кубка Англии (2): 1957, 1958

## Статистика выступлений
| Клуб              | Сезон            | Лига | Лига | Кубок Англии | Кубок Англии | Кубок чемпионов | Кубок чемпионов | Итого | Итого |
| Клуб              | Сезон            | Игры | Голы | Игры         | Голы         | Игры            | Голы            | Игры  | Голы  |
| ----------------- | ---------------- | ---- | ---- | ------------ | ------------ | --------------- | --------------- | ----- | ----- |
| Манчестер Юнайтед | 1955/56          | 3    | 1    | 0            | 0            | -               | -               | 3     | 1     |
| Манчестер Юнайтед | 1956/57          | 13   | 0    | 1            | 0            | 1               | 0               | 15    | 0     |
| Манчестер Юнайтед | 1957/58          | 7    | 0    | 0            | 0            | 1               | 0               | 8     | 0     |
| Манчестер Юнайтед | 1958/59          | 39   | 1    | 1            | 0            | 0               | 0               | 40    | 1     |
| Манчестер Юнайтед | 1959/60          | 19   | 0    | 0            | 0            | 0               | 0               | 19    | 0     |
| Всего за карьеру  | Всего за карьеру | 81   | 2    | 2            | 0            | 2               | 0               | 85    | 2     |

## Тренерская статистика
| Клуб              | Страна | Начало работы | Завершение работы | Показатели | Показатели | Показатели | Показатели | Показатели |
| Клуб              | Страна | Начало работы | Завершение работы | М          | В          | П          | Н          | % побед    |
| ----------------- | ------ | ------------- | ----------------- | ---------- | ---------- | ---------- | ---------- | ---------- |
| Манчестер Юнайтед | Англия | 4 июня 1969   | 29 декабря 1970   | 87         | 32         | 32         | 23         | 36,78      |
| Арис Салоники     | Греция | 1971          | 1974              |            |            |            |            |            |
| Йорк Сити         | Англия | февраль 1975  | октябрь 1977      | 120        | 27         | 63         | 30         | 22,50      |